# Regeringen Mirzijajev
Regeringen Mirzijajev är Uzbekistans nuvarande (2008) regering. Premiärminister Shavkat Mirziyoyev tillträdde 12 december 2003 och har följande regeringsmedlemmar:

## Vice premiärministrar/ställföreträdande premiärministrar
- Förste vice premiärminister, finansminister: Rustam Sadikovitj Azimov. Ordförande för finanssektionen och sektionen för internationella relationer.
- Nodirchon Masudovitj Chanov. Ordförande för bygg- och industrisektionen samt för offentlig service och transport.
- Ergasj Rahmatullajevitj Sjaismatov. Ordförande för Naturresurs- och kemikalieproduktionssektionen samt för standarisering, meteorologi och mobilisering.
- Abdulla Nigmatovitj Aripov. Ordförande för informations- och kommunikationstekniksektionen och generaldirektör för informations- och kommunikationsteknikmyndigheten.
- Rustam Sabirovitj Kasymov.
- Svetlana Tursunovna Inamova. Ordförande för Uzbekistans kvinnoutskott.

## Övriga ministrar
- Botir Asadillajevitj Chodzjajev. Ekonomiminister.
- Eljor Mazjidovitj Ganijev. Minister för internationella ekonomiska relationer, investeringar och handel.
- Ravsjan Abdulatifovitj Muchitdinov. Justitieminister
- Bahodir Ahmedovitj Matlubov. Inrikesminister.
- Vladimir Imamovitj Norov. Utrikesminister.
- Azimzjon Parpijevitj Parpijev. Minister för högre utbildning.
- Turobjon Ikromovitj Zjurajev. Minister för offentlig skola.
- Feruz Gofurovitj Nazirov. Socialminister.
- Aktam Achmatovitj Chaitov. Arbetsmarknads- och socialförsäkringsminister
- Rustam Zjavdatovitj Kurbonov. Kultur- och sportminister.
- Ruslan Erkinovitj Mirzajev. Försvarsminister.
- Kobil Raimovitj Berdijev. Beredskapsminster.
- Sajfiddin Umarovitj Ismoilov. Jordbruks- och vattenminister.

## Ordförande i parlamentsutskotten
- Utskottet för statens egendomar: Dilsjod Olimzjonovitj Musajev.
- Tullutskottet: Sodirchon Cholchozjajevitj Nosirov.
- Utskottet för demonopolisering och konkurrens: Bojmurot Sujunovitj Ulasjev.
- Naturskyddsutskottet: Bari Borisovitj Alichanov.
- Geologi- och mineralfyndighetsutskottet: Nariman Ganijevitj Mavljanov.
- Utskottet för arkitektur och byggnation: Azamat Ramzetdinovitj Tochtajev.
- Utskottet för landresurser, geodesi, kartografi och lantmäteri: Ergasjali Kurbanovitj Kurbanov.
- Statistikutskottet: Gafurzjon Sabirovitj Kudratov.
- Skatteutskottet: Bоtir Rаhmаtоvitj Parpijev.